# Avahi unicolor
Avahi unicolor is een zoogdier uit de familie van de indriachtigen (Indriidae). De wetenschappelijke naam van de soort werd voor het eerst geldig gepubliceerd door Thalmann & Geismann in 2000.

## Kenmerken
De naam unicolor (Latijn voor "eenkleurig") verwijst naar de afwezigheid van kleurpatronen bij deze soort. A. unicolor heeft, anders dan de verwante westelijke wolmaki (A. occidentalis) geen wit gezichtsmasker en geen donkere oogringen. Anders dan A. cleesei heeft A. unicolor geen donker patroon op het voorhoofd.

## Verspreiding
De soort komt voor in het noorden van Madagaskar, in de regio Sambirano.